# Николаев, Георгий Георгиевич
Георгий Георгиевич Николаев (1919—1943) — младший лейтенант Рабоче-крестьянской Красной Армии, участник Великой Отечественной войны, Герой Советского Союза (1942).

## Биография
Георгий Николаев родился 3 марта 1919 года в селе Сотино (ныне — Алексинский район Тульской области). После окончания Калужского педагогического техникума работал учителем. В 1937 году Николаев был призван на службу в Рабоче-крестьянскую Красную Армию. В 1941 году он окончил Энгельсское военное авиационное училище лётчиков. С сентября того же года — на фронтах Великой Отечественной войны.
К февралю 1942 года младший лейтенант Георгий Николаев командовал звеном 288-го ближнебомбардировочного авиаполка, 21-й смешанной авиадивизии, Южного фронта. К тому времени он совершил 46 боевых вылетов на бомбардировку скоплений боевой техники и живой силы противника, нанеся ему большие потери.
Указом Президиума Верховного Совета СССР «О присвоении звания Героя Советского Союза начальствующему составу Военно-воздушных сил Красной Армии» от 6 июня 1942 года за «образцовое выполнение боевых заданий командования на фронте борьбы с немецкими захватчиками и проявленные при этом отвагу и геройство» удостоен высокого звания Героя Советского Союза с вручением ордена Ленина и медали «Золотая Звезда» за номером 772.
2 июня 1943 года Николаев погиб в воздушном бою на территории Краснодарского края. Похоронен в городском парке Тимашёвска.

## Награды
Был также награждён орденом Красного Знамени и рядом медалей.